# Antoniotto Usodimare
«Антоніотто Узодімаре» (італ. Antoniotto Usodimare) — військовий корабель, ескадрений міноносець типу «Навігаторі» Королівських ВМС Італії за часів Другої світової війни.

## Історія
«Антоніотто Узодімаре» закладений 1 червня 1927 року на верфі компанії CNR у Сестрі Поненте, Генуя. 21 листопада 1929 року увійшов до складу Королівських ВМС Італії. Корабель отримав свою назву на честь відомого португальського мореплавця й дослідника італійського походження Антоніотто Узодімаре, що перебував на службі у Енріко Мореплавця та прославився у XV столітті.
Есмінець брав участь у битвах Другої світової війни на Середземноморському театрі дій, бився біля Калабрії та в битві в затоці Сидра у 1941 році, супроводжував власні та переслідував ворожі конвої транспортних суден.
8 червня 1942 року «Антоніотто Узодімаре» був випадково потоплений у Сицилійській протоці італійським підводним човном «Алагі».
Есмінець «Антоніотто Узодімаре» загалом брав участь у 113 бойових завданнях, у цілому пройшов 41 972 морських милі.